# 2022年5月中国大陆

## 5月2日
- 2022年长沙自建房倒塌事故：在长沙市，望城区“4.29”自建房倒塌事故现场，经过50多个小时的救援，第7名被困人员被救出。[1]

## 5月3日
- 已确认2人在长沙自建房倒塌事故中遇难[2]。

## 5月5日
- 中共中央總書記習近平在中央政治局常委會上強調要毫不動搖堅持動態清零，堅決與一切歪曲、懷疑、否定中國防疫政策的言行鬥爭[3]。

## 5月15日
- 央行、银保监会发布关于调整差别化住房信贷政策有关问题的通知，提出对于贷款购买普通自住房的居民家庭，首套住房商业性个人住房贷款利率下限调整为不低于相应期限贷款市场报价利率减20个基点，二套住房商业性个人住房贷款利率政策下限按现行规定执行[4]。

## 5月16日
- 《求是》杂志出版中共中央总书记习近平发表的文章《正确认识和把握我国发展重大理论和实践问题》，其中提到要有效控制资本的消极作用，防止有些资本野蛮生长，加强对资本的有效监管，支持和引导资本规范发展[5]。

## 5月17日
- 郑州急救中心120调度员对急症患者病情判断有误导致患者最终死亡，调度员被开除，多人被处分。[6]

## 5月19日
- 國務院總理李克強到雲南考察，強調加大市場主體紓困力度，推進改革開放，切實穩就業保基本民生[7]。